# Droga wojewódzka nr 708
Droga wojewódzka nr 708 (DW708) – droga wojewódzka łącząca Ozorków z Brzezinami.
Obecnie droga spełnia, obok DK14, funkcję łącznikową pomiędzy zakończeniem autostrady A2 a pozostałą częścią sieci dróg krajowych. Łączy autostradę z drogą krajową nr 72 - trasą Łódź — Warszawa alternatywną dla drogi krajowej nr 14. W latach 2010–2012 rozbudowano trasę na odcinku Ozorków — Warszyce — Stryków — Niesułków, w ramach projektu dofinansowanego ze środków unijnych. Wartość tego zadania to 122 mln zł. W 2011 roku oddano także zmodernizowany odcinek Niesułków-Brzeziny. 20 listopada 2012 r. udostępniono w ciągu drogi nową obwodnicę Strykowa, kończąc w ten sposób modernizację całej czterdziestokilometrowej trasy.
W czerwcu 2008 przy drodze w miejscowości Dąbrówka Duża został ustawiony fotoradar. Na odcinku drogi między Brzezinami a Strykowem obowiązuje ograniczenie prędkości do 40 km/h i zakaz wyprzedzania.

## Miejscowości leżące przy trasie DW708
- Ozorków
- Warszyce
- Stryków (A2, DK14, DK71) - obwodnica
- Niesułków
- Niesułków Kolonia
- Poćwiardówka
- Dąbrówka Duża
- Tadzin
- Brzeziny (DK72)